# Carl Lewis
Frederick Carlton Lewis (Birmingham, Alabama, 1 de julio de 1961), más conocido como Carl Lewis, es un atleta estadounidense especialista en pruebas de velocidad y salto de longitud que ganó 10 medallas olímpicas durante su carrera (1984-1996), con un total de 9 medallas de oro y 1 de plata en los Juegos Olímpicos; más 8 medallas de oro, 1 de plata y 1 de bronce en los Campeonatos del Mundo de Atletismo.

## Biografía
Es hijo del jugador de polo americano William Arthur Lewis y de la vallista (Evelyn). Con 15 años, Lewis comenzó a competir en salto de longitud. Con su alta velocidad de sprint; también hizo buenas actuaciones en pruebas de velocidad.
En 1980, con sólo 19 años y 6 meses, Carl fue seleccionado para el equipo olímpico estadounidense de atletismo, pero el boicot de su país a los Juegos Olímpicos de Moscú 1980 retrasó su debut.
En los años siguientes, Lewis hizo las mejores marcas de la temporada en los 100 metros y en el salto de longitud, y asombrado por conseguir marcas de relieve con cierta facilidad. Emergió como estrella mundial. Se confirmó en los Campeonatos del Mundo de Atletismo inaugurados en Helsinki, Finlandia, en 1983, donde Lewis obtuvo su primer gran éxito internacional, consiguiendo la victoria en los 100 m, salto de longitud y relevos 4×100 m.En 1984, fue drafteado por los Dallas Cowboys y Chicago Bulls, equipos de fútbol americano y baloncesto respectivamente.
Se volvió vegano (vegetariano sin huevos ni lácteos) en 1990, y él mismo narra en su libro "Very Vegetarian" (muy vegetariano) que después de este cambio tuvo el mejor desempeño deportivo de su vida.
En 2024 participó en el concurso de televisión de Antena 3 Mask Singer: adivina quién canta, bajo la máscara de Panda.

## Carrera deportiva
En estas mismas pruebas y el 200 lisos, participaría un año más tarde en los Juegos Olímpicos de Los Ángeles 1984, donde ganó los 4 oros, igualando así la gesta de Jesse Owens en los Juegos Olímpicos de Berlín de 1936. En la primera ronda del salto de longitud saltó 8.54 metros.

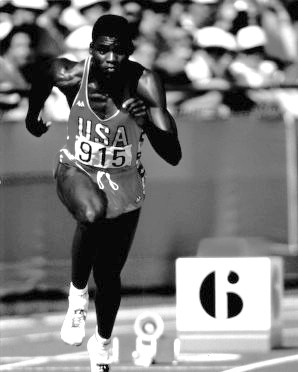
Lewis en los Juegos Olímpicos de Los Ángeles 1984.

En 1987, en los campeonatos del Mundo de Atletismo de Roma ganó el oro en salto de longitud y en los relevos 4 × 100 m, pero fue segundo en los 100 m lisos, al ser superado por el canadiense Ben Johnson. Sin embargo, años después Ben Johnson fue desposeído de todos sus triunfos y récords a causa de haberse demostrado el uso de sustancias prohibidas, por lo que Carl Lewis pasó a ser el ganador de los 100 m.
En los Juegos Olímpicos de Seúl 1988 añadió dos medallas de oro más para su medallero, convirtiéndose en el primer atleta en ganar la competición de salto de longitud en dos Juegos Olímpicos consecutivos. Obtuvo una polémica victoria en los 100 m lisos, después de que el atleta canadiense Ben Johnson fuera descalificado por los resultados de la prueba antidopaje, que revelaron que había consumido esteroides
 En los 200 m, fue por sorpresa vencido por su compatriota Joe DeLoach. En la carrera 4 × 100 m de relevos el equipo fue descalificado (incluso sin que Lewis corriera) debido a un incorrecto pase del testigo.

### Campeonatos del Mundo de 1991: Las mejores actuaciones de Lewis
Durante la temporada de 1991, Carl Lewis y su compañero de equipo Leroy Burrell, dominaron las pruebas de velocidad. En las carreras anteriores al Campeonato Mundial de Tokio, Japón, Burrell batió el récord mundial de Carl Lewis, dejándolo en 9,90 s.
Tokio fue la sede del Campeonato del Mundo de Atletismo de 1991. En la final de los 100 m, Lewis se enfrentó a los dos hombres que habían ocupado el número uno del mundo los dos últimos años: Burrell y el jamaicano Raymond Stewart. En lo que sería la carrera de 100 metros más profunda de la historia hasta ese momento, con seis hombres terminando en menos de diez segundos, Lewis no sólo derrotó a sus oponentes, sino que recuperó el récord mundial con un crono de 9,86 s. Aunque ya había sido plusmarquista mundial en esta prueba, ésta era la primera vez que cruzaba la línea de meta con "WR" junto a su nombre en las pantallas gigantes de televisión, y la primera vez que podía saborear su logro en el momento en que se producía. Después se le pudo ver con lágrimas en los ojos. "La mejor carrera de mi vida", dijo Lewis. "La mejor técnica, la más rápida. Y lo hice con treinta años". El récord mundial de Lewis se mantendría durante casi tres años. Lewis también llevó al equipo de relevos de 4 × 100 m a otro récord mundial, 37,50 s, la tercera vez ese año que llevaba a un equipo de 4 × 100 m a un récord mundial.
Lewis acreditó sus excepcionales resultados en parte a la dieta vegana que adoptó en 1990.

#### Enfrentamiento en salto de longitud contra Powell
Los Campeonatos del Mundo de 1991 son quizás más recordados por la final de salto de longitud, considerada por algunos como una de las mejores competiciones de todos los tiempos en cualquier deporte. Lewis se enfrentaba a su principal rival de los últimos años, Mike Powell, medalla de plata en la prueba en los Olimpiadas de 1988 y mejor saltador de longitud de 1990. Lewis llevaba una década sin perder una prueba de salto de longitud, ganando las 65 reuniones consecutivas en las que había competido. Powell había sido incapaz de derrotar a Lewis, a pesar de que a veces realizaba saltos cercanos al récord del mundo, sólo para ver cómo se decretaban faltas o, como en el caso de otros competidores como Larry Myricks, realizando saltos que el propio Lewis había superado en contadas ocasiones, sólo para ver cómo Lewis los superaba en su siguiente o último intento.
El primer salto de Lewis fue de 8,68, récord del Campeonato del Mundo, y una marca superada sólo por otros tres además de Lewis en todos los tiempos. Powell, que saltó primero, había flaqueado en la primera ronda, pero saltó 8,54 para reclamar el segundo puesto en la segunda ronda. Lewis saltó 8,83, con ayuda del viento, en la tercera ronda, una marca con la que habría ganado todas las competiciones de salto de longitud de la historia, salvo dos. Powell respondió con una falta larga, estimada en unos 8,80. El siguiente salto de Lewis hizo historia: el primer salto que superaba el récord de Bob Beamon. El anemómetro indicaba que el salto había sido asistido por el viento, por lo que no podía considerarse un récord, pero seguiría contando en la competición, 8.91 fue el mayor salto de la historia bajo cualquier condición.
En la siguiente ronda, Powell respondió. Su salto se midió como 8,95; esta vez, su salto no fue una falta, y con una medición del anemómetro de 0,3 m/s, muy dentro de lo legalmente permitido para un récord. Powell no sólo había saltado 4 cm más que Lewis, sino que había eclipsado la marca de 23 años establecida por Bob Beamon y lo había hecho a baja altura. A Lewis aún le quedaban dos saltos, aunque ahora ya no perseguía a Beamon, sino a Powell. Saltó 8,87, que era una nueva mejor marca personal en condiciones de viento legal, y luego un último salto de 8,84. Perdió así su primera competición de salto de longitud en una década. El 8,95 de Powell y los dos saltos finales de Lewis siguen siendo, a fecha de mayo de 2021, los tres mejores saltos a baja altura de la historia. Lo más lejos que nadie ha saltado desde entonces en condiciones legales es 8,74.
La reacción de Lewis ante la que fue una de las mejores competiciones de la historia de este deporte fue ofrecer un reconocimiento al logro de Powell."Simplemente lo hizo", dijo Lewis sobre el salto ganador de Powell. "Estuvo así de cerca, y fue el mejor de su vida." Powell saltó tanto o más lejos en dos ocasiones posteriores, aunque ambos fueron saltos en altitud con ayuda del viento: 8,99 en 1992 y 8,95 en 1994. Los mejores resultados posteriores de Lewis fueron dos saltos con viento a favor en 8.72, y un 8.68 en condiciones legales, mientras que en las rondas de clasificación en los Juegos Olímpicos de Barcelona.
En referencia a sus esfuerzos en los Campeonatos del Mundo de 1991, Lewis dijo: "Este ha sido el mejor encuentro que he tenido nunca"  Track and Field News estaba dispuesto a ir incluso más allá, sugiriendo que después de estos campeonatos, "se había vuelto difícil argumentar que no es el mejor atleta que jamás haya pisado una pista o un campo de atletismo" Los extraordinarios resultados de Lewis en 1991 le valieron el ABC's Wide World of Sports del año. Atleta del Año, premio que compartió con la estrella de la gimnasia Kim Zmeskal.

### Juegos Olímpicos Barcelona 1992
En los Juegos Olímpicos de Barcelona 1992 ganó su tercer título en salto de longitud, disciplina de la que se había consolidado como máximo dominador durante la década de 1980, y volvió a ser oro en relevos 4×100 m. No pudo competir en los 100 m al no clasificarse en la pruebas de selección de su país.
En los Juegos Olímpicos de Atlanta 1996 no logró la clasificación en las pruebas de velocidad, y no pudo formar parte del equipo de relevos estadounidense, en una polémica decisión. Sin embargo, volvió a vencer en salto de longitud por cuarta vez consecutiva, una hazaña que solo habían conseguido el lanzador de disco Al Oerter y el regatista Paul Elvstrøm. Era su noveno y último oro olímpico.
Entre los distintos galardones que se le han concedido cabe destacar el nombramiento como "Atleta del año" por parte de la IAAF en dos ocasiones (1988 y 1991), Premio Jesse Owens (1982 y 1991) y el Premio Príncipe de Asturias de los Deportes en el año 1996.
Lewis se retiró después de los Juegos Olímpicos de Atlanta 1996 y ahora es actor en Los Ángeles, California.

## Suspensión cautelar
En abril de 2003, Sports Illustrated publicó algunas de los 30 000 páginas de documentos oficiales del USOC que demostraron que en 1988, Lewis, y otros 11 atletas estadounidenses habían dado positivo en pruebas antidopaje. Tras apelar su suspenso cautelar, alegando haber ingerido los estimulantes prohibidos, efedrina, pseudoefedrina y fenilpropanolamina, de forma no intencionada, Lewis pudo participar en los JJ. OO. de Seúl, donde le fue entregada la medalla de oro tras verse descalificado Ben Johnson. Aunque la prensa internacional especializada reaccionó de manera muy crítica, tanto con Lewis como con el USOC por demostrar ambos actitudes «arrogantes, farisaicas e hipócritas» ante el caso, el escándalo fue a menos por la mayor cobertura mediática que se estaba dando a la invasión de Irak que había comenzado pocas semanas antes.

## Embajador de Buena Voluntad
En el 16 de octubre de 2009, Carl Lewis fue nombrado Embajador de Buena Voluntad de la Organización de las Naciones Unidas para la Alimentación y la Agricultura (FAO).